# کیل سون هویی
کیل سون هویی (انگلیسی: Kil Son-hui؛ زادهٔ ۷ مارس ۱۹۸۶) بازیکن فوتبال اهل کره شمالی است.
از باشگاه‌هایی که در آن بازی کرده‌است می‌توان به اشاره کرد.
وی همچنین در تیم ملی فوتبال زنان کره شمالی بازی کرده‌است.